# 砂の塔〜知りすぎた隣人
『砂の塔〜知りすぎた隣人』（すなのとう しりすぎたりんじん）は、2016年10月14日から12月16日まで毎週金曜22時 - 22時54分に、TBSテレビ系「金曜ドラマ」枠で放送されたテレビドラマ。主演は連続ドラマ出演が4年ぶりとなる菅野美穂。

## 概要
煌びやかなタワーマンションで繰り広げられる女たちの闇を描いたサスペンスドラマ。池田奈津子の脚本によるオリジナルで、ママカーストによるいじめや犯罪など、現代の社会問題が克明に描かれる。
本作では、キャストのクレジットとスタッフのクレジット、主題歌は全てオープニング時に表示されている。

## あらすじ
平凡ながらも家族仲良く暮らしてきた主婦・高野亜紀は、家族で憧れのタワーマンション・Sky Grand Tower TOYOSUに引っ越してきた。豪華ホテルのようなマンションでの新たな生活に期待する家族だったが、そこにはセレブ主婦たちによって作られた“タワマンルール”によって支配されていた。プライドにまみれたタワマン主婦たちに振り回されつつ、子供達が浮かないように、必死で馴染もうとする亜紀だが、弓子の暗躍によって状況は悪化の一途をたどるばかり。児童の連続誘拐事件・ハーメルン事件を含む様々な出来事を背景に、高野家の家族が翻弄されていく。

## キャスト

### 主要人物
高野亜紀（たかの あき）〈38〉
演 - 菅野美穂
本作の主人公。専業主婦で一男一女の母。旧姓：三田。真面目でひたむきな性格だが、周囲に翻弄されがち。
Sky Grand Tower TOYOSUというタワーマンションの25階に家族と引っ越ししてくる。真上に住む弓子と仲良くなり、様々な問題を相談するようになるが、弓子の暗躍によってママカーストの渦に巻き込まれていく。
下町の商店街の生まれで、父の死後、外に男を作った母に捨てられた過去があり、母のことを疎ましく思っている。当時、隣に住んでいた生方とは幼馴染。
生方航平（うぶかた こうへい）〈28〉
演 - 岩田剛典（EXILE/三代目 J Soul Brothers）
そらやタワーマンションに住むセレブ主婦の子どもたちが通う体操教室のコーチ。
生徒からもその親であるセレブママ達からも好かれる好青年。「子供たちの可能性を伸ばしたい」という熱く真っ直ぐな情熱を持っている。
亜紀のかつて住んでいた家の隣に住んでおり、幼馴染。生方にとって亜紀は幼い頃からの憧れの存在であり、初恋の相手。再会後は人間関係に苦しむ亜紀を助け、彼女の心の支えになっていく。
幼少期に実母から虐待を受けていたが実母のことを大切に思っている。　　　　　
佐々木弓子（ささき ゆみこ）〈42〉
演 - 松嶋菜々子
Sky Grand Tower TOYOSUの26階の住人。高野家の真上の部屋である。亜紀より一ヶ月前に引っ越してきた。その正体は銀座の高級クラブのママで健一の前妻で和樹の実母。
マンション内の防犯カメラをハッキングしたり、マンションの住人達に「プレゼント」として渡したフラワーアレンジメントの花に盗聴器を隠し、住人を監視していた。真の狙いは、高野家の長男・和樹。
過去にストーカー被害に遭い、結果、殺人を犯したことがある。

### 高野家
高野健一（たかの けんいち）〈42〉
演 - 田中直樹（ココリコ）
亜紀の夫。中堅食品会社グッドミールのケータリング事業部に勤めるサラリーマン。
タワーマンションを中古物件で35年ローンで購入したが、いわく付き物件であった。
喫煙者であったがタワーマンションに引っ越してきてから禁煙中である。
実はバツイチで、過去に弓子と結婚していたが、亜紀には「前の奥さんは、既に亡くなっている」と嘘をついていた。
阿相の会社から仕事を受注できることになり、その恩に付け込まれて阿相から「秘密のアルバイト」を強要され、一夜を共にした。
高野和樹（たかの かずき）〈15〉
演 - 佐野勇斗（M!LK）
長男。健一と前妻・弓子の子。高校一年生。
継母・亜紀を気遣い、異母妹・そらの面倒もよく見る優しい兄だが、学校では孤立しており、不良グループとはパシリとしてつるみ夜遊びをする裏の顔を持つ。
劇中では、最後まで弓子は実母と明かさず、名付けの由来を告げて去っていった
高野そら（たかの そら）〈5〉
演 - 稲垣来泉
長女。健一と後妻・亜紀の子。しずく幼稚園の園児。大の「ぐでたま」ファン。

### Sky Grand Tower TOYOSUの住人
阿相寛子（あそう ひろこ）〈46〉
演 - 横山めぐみ
最上階（50階）の住人。タワーマンション内のママ友グループのボス。
「庶民とは違う」と自意識が高く、いい歳をして見栄っ張りで思い込みが激しい性格。
夫婦仲はとうに冷めきっており、夫に大切にされておらず、自分よりも一回り年下の生方にストーカーのように色目を使うが振り向いてもらえない。
生方と仲良くしている亜紀が許せず、生方が体操教室のコーチとしての仕事を辞めざるを得なくなる原因を作った。
その後、自業自得ながら周囲から反感を買い、さらに夫が未成年少女売買の容疑で警察に逮捕され挙句に孤立した。夫の武文と離婚後は息子の俊介と共にタワーマンションを去ったが、その際に、住んでいたタワーマンションの部屋から失火する原因を作った。
阿相武文（あそう たけふみ）〈54〉
演 - 津田寛治
寛子の夫。イベントの企画・運営しているアソウパートナーズ社長であり喫煙者でもある。
寛子と結婚したこと自体は「若気の至り」だと後悔しており、夫婦仲はとうに冷え切っていて家庭内別居中である。妻子に対しての愛情はなく、寛子との息苦しい結婚生活にウンザリして嫌気が差しているが、子供さえいなければすぐに別れるのだが、家や慰謝料や養育費を取られると思うと悔しくて離婚できずにいる。
自らの会社とは別に、怪しい副業をしている。最終回で未成年少女売買の容疑と、「ハーメルン事件」を模倣し寛子から「身代金」としてお金を搾取するために俊介をマンションから連れ去った罪で警察に逮捕された。
阿相俊介
演 - 小山春朋
寛子の息子。寛子が不妊治療の末高齢出産で授かった子で、寛子にも武文にも似ていない。太っておりお世辞にも可愛いとは言えない。
橋口梨乃（はしぐち りの）〈45〉
演 - 堀内敬子
45階の住人。寛子が率いる高層階ママ友グループの1人。二女の母で教育熱心な教育ママ。
寛子とは適度な距離を置いており、亜紀に色々と忠告するが「ゴタゴタに巻き込まれたくないだけ」とのこと。
見栄を張って「ハーバード大学出身」を自称しているが、ハロウィンパーティにて、実はオープンキャンパスに参加しただけだと判明し、笑いものとなった。
高層階ママ友グループのボスママであった寛子が失脚してからは、彼女に代わりボスママ的な存在になった。
橋口成美（はしぐち なるみ）〈15〉
演 - 川津明日香
梨乃の長女。和樹の同級生。和樹があまり学校に来ない為、心配している。
和樹が不良仲間と一緒にいるところを目撃した。また、和樹が怪しげな写真を撮影していることに気づき、カメラからデータカードを奪った。
橋口美央
演 - 飯尾夢奏
梨乃の次女。
柳汐里（やなぎ しおり）〈36〉
演 - 音月桂
38階に住んでいる。
寛子が率いる高層階ママ友グループの1人。
存在感はあるが、ほとんど喋らず、ボスママの言いなり。
柳玲奈
演 - 矢崎由紗
汐里の娘。
三浦篤子（みうら あつこ）〈32〉
演 - 佐藤乃莉
32階に住んでいる。
三浦あきら
演 - 嶺岸煌桜

### 警視庁関係者
荒又秀実（あらまた ひでみ）〈54〉
演 - 光石研
捜査1課の刑事。
津久井らと連続誘拐事件「ハーメルン事件」の捜査をしている。
強行犯係に所属していた頃、研修で北海道警にいた時期に、弓子がストーカーを殺害した事件の捜査に関わっていた。
以前は妻と息子の三人家族であったが、息子がイジメを苦に自殺して、イジメに気付いてやれなかった自分を責めている。その為、「ハーメルン事件」の5人目の被害者の子供がイジメを受けていたことを知り、その両親がお互いに責任の押し付け合いをするのを目の当たりにした際には、声を荒らげていた。
最終回ではハーメルン事件の犯人を突き止め、逮捕することに成功した。
津久井琢己（つくい たくみ）〈29〉
演 - 上杉柊平
捜査1課の若手刑事。
荒又らと「ハーメルン事件」の捜査をしている。

### その他
猪瀬伸二（いのせ しんじ）〈53〉
演 - 木村祐一
健一の上司。
健一がタワーマンションを購入したことを快く思っていない。
健一の振るわない営業成績を皮肉まじりに責めている。
三田久美子（みた くみこ）〈70〉
演 - 烏丸せつこ
亜紀の母。
亜紀が大学生のときに夫を亡くした後、借金取りから逃げるため男と蒸発した（そのために、亜紀からは疎まれている）。
その後、実際には男とは蒸発しておらず、亜紀に心配をかけまいとして言った嘘だったと明かした。
亜紀が子持ちである健一と結婚すると言い出した際には猛反対した。
現在は清掃員として働いている。
物語の後半から、亜紀の信頼を徐々に取り戻していく。

### ゲスト
第1話
尾野綾香（おの あやか）〈27〉
演 - ホラン千秋（第2話）
2階の住人。過去にはミスコンテストに選ばれた。
住んでいる階数でヒエラルキーが決まるため、低層階に住んでいることにコンプレックスを持っており、「夫が高所恐怖症だから」が口癖。
日々の欝憤を紛らせるため運送屋と不倫していた事実が判明し、周囲から非難された挙句に住んでいたタワーマンションを去った。
尾野悠太
演 - 伊藤駿太（第2話）
綾香の息子。母の綾香と共にタワーマンションを去った。
運送屋
演 - 岡村優
Sky Grand Tower TOYOSUに出入りする運送屋。あだ名は「二の腕くん」。実は綾香の不倫相手

第2話
柏木泰造
演 - 並樹史朗
「あさチャン!」でハーメルン事件の解説をしていた犯罪心理学者
藤森祥平
演 - 本人（TBSアナウンサー）
石井大裕
演 - 本人（TBSアナウンサー）
宇垣美里
演 - 本人（当時TBSアナウンサー）
以上が「あさチャン!」出演者
恵俊彰
演 - 本人
「ひるおび!」司会者
江藤愛
演 - 本人（TBSアナウンサー）
「ひるおび!」アシスタント
小森谷徹
演 - 本人
八代英輝
演 - 本人
以上が「ひるおび!」出演者
加藤シルビア
演 - 本人（TBSアナウンサー）
「Nスタ」キャスター

第7 - 8話
今井玲雄
演 ‐ 美濃孔之介
行方不明の小学生
田村卓哉
演 ‐ 田中奏生
玲雄の同級生
今井仁恵
演 ‐ 酒井美紀
行方不明の今井玲雄の母

第9話
小峰昭宏
演 ‐ 木下政治
音楽音響医学 教授

最終話
宮瀬礼子
演 - 長野里美
生方の母

## スタッフ
- 脚本 - 池田奈津子
- 演出 - 塚原あゆ子、平野俊一 、棚澤孝義
- フラワーアレンジメント監修 - CHERSEA FLOWERS
- 体操監修 - 体操指導のスタートライン
- セキュリティー監修 - 横小路祥仁
- 脚本協力 - 井本智恵子
- 音楽 - 横山克
- 主題歌 - THE YELLOW MONKEY「砂の塔」（日本コロムビア）[6]
- プロデューサー - 浅野敦也
- 編成 - 高橋正尚
- 製作 - ドリマックス・テレビジョン、TBS

## 放送日程
| 放送回                                                                       | 放送日   | サブタイトル                                                    | 演出                | 視聴率 |
| ---------------------------------------------------------------------------- | -------- | --------------------------------------------------------------- | ------------------- | ------ |
| 第1話                                                                        | 10月14日 | 華やかなタワーマンション妻達を襲う幼児失踪事件…美しき最凶の隣人 | 塚原あゆ子          | 9.8%   |
| 第2話                                                                        | 10月21日 | 狙われた家族！監視する女…母は娘を守れるか!?                     | 塚原あゆ子          | 9.6%   |
| 第3話                                                                        | 10月28日 | ついに犯人現る…ハロウィンにまぎれた仮面の男!!                   | 塚原あゆ子          | 8.6%   |
| 第4話                                                                        | 11月04日 | 母の反撃始まる！極限の心理戦…愛する娘を救え!!                   | 平野俊一            | 9.5%   |
| 第5話                                                                        | 11月11日 | 息子が逮捕！動き出す秘密の過去と誘拐事件…無実を信じ母は戦う!!   | 棚澤孝義            | 10.1%  |
| 第6話                                                                        | 11月18日 | 隣人は夫の元恋人!! 夫婦の信頼を崩す完璧計画…妻は今全てを知る    | 塚原あゆ子          | 10.1%  |
| 第7話                                                                        | 11月25日 | すべての謎が今夜明かされる！隣人の真の目的と､壮絶な過去とは-    | 平野俊一            | 9.9%   |
| 第8話                                                                        | 12月02日 | 最後の対決！破られた 親子の禁断-本当のお母さんの事…知りたい？   | 塚原あゆ子 棚澤孝義 | 9.8%   |
| 第9話                                                                        | 12月09日 | ついに犯人現る！連続誘拐の真相…そして隣人が犯した罪の全貌       | 平野俊一            | 11.3%  |
| 最終話                                                                       | 12月16日 | お前が犯人だったのか…謎の誘拐事件、かつてない衝撃のラスト！     | 塚原あゆ子          | 13.2%  |
| 平均視聴率 10.2%（視聴率はビデオリサーチ調べ、関東地区・世帯・リアルタイム） |          |                                                                 |                     |        |